# Mark Ujakpor
Sidney Mark Ujakpor Sánchez (Madrid, 18 gennaio 1987) è un velocista e ostacolista spagnolo.

## Biografia
La madre è madrilena, mentre il padre è di origini nigeriane: il padre si trasferì dalla Nigeria a Madrid come tappa intermedia verso gli Stati Uniti d'America, tuttavia, alcuni problemi con il visto lo costrinsero a mettere radici in Spagna, dove si innamorò della madre.
Ai campionati europei di Berlino 2018, ha vinto la medaglia di bronzo nella staffetta 4×400 metri con i connazionali Óscar Husillos, Lucas Búa, Samuel García, Bruno Hortelano e Darwin Echeverry.

## Palmarès
| Anno | Manifestazione             | Sede           | Evento      | Risultato  | Prestazione | Note |
| ---- | -------------------------- | -------------- | ----------- | ---------- | ----------- | ---- |
| 2005 | Europei juniores           | Kaunas         | 4×400 m     | 15º        | 3'16"00     |      |
| 2007 | Europei under 23           | Debrecen       | 400 m piani | dnf        | dnf         |      |
| 2007 | Europei under 23           | Debrecen       | 4×400 m     | 7º         | 3'08"63     |      |
| 2008 | Mondiali indoor            | Valencia       | 400 m piani | Batteria   | 47"94       |      |
| 2008 | Mondiali indoor            | Valencia       | 4x400 m     | Batteria   | 3'09"93     |      |
| 2009 | Europei indoor             | Torino         | 400 m piani | Batteria   | 47"59       |      |
| 2009 | Giochi del Mediterraneo    | Pescara        | 400 m piani | 7º         | 46"46       |      |
| 2009 | Giochi del Mediterraneo    | Pescara        | 4×400 m     | Oro        | 3'06"19     |      |
| 2009 | Europei under 23           | Kaunas         | 400 m piani | Semifinale | 47"09       |      |
| 2009 | Europei under 23           | Kaunas         | 4×400 m     | 5º         | 3'05"63     |      |
| 2010 | Campionati ibero-americani | San Fernando   | 400 m piani | Batteria   | 47"37       |      |
| 2010 | Campionati ibero-americani | San Fernando   | 4×400 m     | 5º         | 3'08"46     |      |
| 2010 | Europei                    | Barcellona     | 400 m piani | Batteria   | 46"85       |      |
| 2010 | Europei                    | Barcellona     | 4×400 m     | Batteria   | 3'07"38     |      |
| 2011 | Europei indoor             | Parigi         | 400 m piani | Semifinale | 47"82       |      |
| 2012 | Mondiali indoor            | Istanbul       | 400 m piani | Semifinale | 46"98       |      |
| 2012 | Mondiali indoor            | Istanbul       | 4×400 m     | 5º         | 3'10"01     |      |
| 2012 | Europei                    | Helsinki       | 400 m piani | Semifinale | 47"27       |      |
| 2012 | Europei                    | Helsinki       | 4×400 m     | Batteria   | 3'09"11     |      |
| 2013 | Europei indoor             | Göteborg       | 400 m piani | Batteria   | 47"89       |      |
| 2013 | Giochi del Mediterraneo    | Mersin         | 400 m piani | 5º         | 46"53       |      |
| 2013 | Mondiali                   | Mosca          | 4×400 m     | Batteria   | 3'04"07     |      |
| 2014 | Mondiali indoor            | Sopot          | 400 m piani | Batteria   | 47"16       |      |
| 2014 | Mondiali indoor            | Sopot          | 4×400 m     | Batteria   | 3'10"17     |      |
| 2014 | Europei                    | Zurigo         | 4×400 m     | Batteria   | 3'04"68     |      |
| 2015 | World Relays               | Nassau         | 4×400 m     | Batteria   | 3'08"49     |      |
| 2016 | Campionati ibero-americani | Rio de Janeiro | 400 m hs    | Bronzo     | 49"65       |      |
| 2016 | Europei                    | Amsterdam      | 400 m hs    | Semifinale | dnf         |      |
| 2018 | Giochi del Mediterraneo    | Tarragona      | 400 m hs    | 8º         | 51"23       |      |
| 2018 | Giochi del Mediterraneo    | Tarragona      | 4×400 m     | Argento    | 3'04"71     |      |
| 2018 | Europei                    | Berlino        | 4×400 m     | Bronzo     | 3'04"62     |      |